# آوری بروندیج
آوری بروندیج (انگلیسی: Avery Brundage؛ ۲۸ سپتامبر ۱۸۸۷ – ۸ مهٔ ۱۹۷۵) یک سیاست‌مدار اهل ایالات متحده آمریکا بود.